# Locomotiva FS D.342

Il prototipo Ansaldo 4002 nel 1979 a Siena

Le locomotive del gruppo D.342 sono state macchine eterogenee progettate nell'ambito dello sforzo di modernizzazione che le Ferrovie dello Stato intrapresero nel secondo dopoguerra, allo scopo di sperimentare la trasmissione idraulica anche in Italia e comprendeva 20 locomotive divise in tre sottogruppi: 2000, 3000 e 4000, dove la cifra delle migliaia come in uso per le motrici diesel delle Ferrovie dello Stato, indica il costruttore: 1 per Fiat, 2 per Breda, 3 per OM, 4 per Ansaldo, 5 per le Officine Meccaniche Reggiane.

## Storia

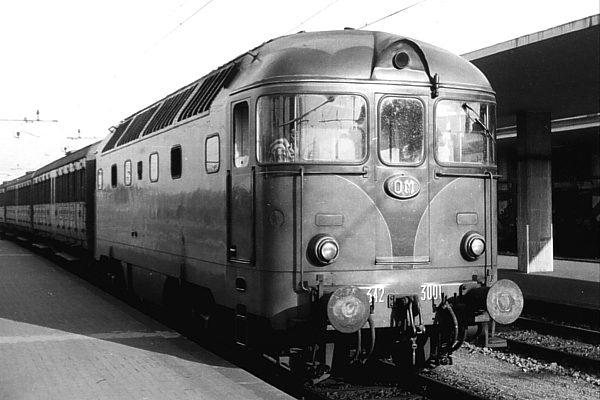
Il prototipo OM a Rimini nel 1974

Il prototipo Breda a Poggibonsi nel 1981

Le locomotive furono progettate a metà degli anni cinquanta in collaborazione con l'industria ferroviaria (prima era l'Ufficio Studi Materiale e Trazione di Firenze a curare i progetti) nell'ambito di un programma di progressiva riduzione della trazione a vapore per i treni composti da materiale ordinario, e la relativa sostituzione con motrici Diesel, prendendo in considerazione due possibili alternative in concorrenza tra loro: la trasmissione idromeccanica, più leggera ma a rendimento più basso e con problemi di raffreddamento del fluido presente nel convertitore idraulico, e la trasmissione elettrica, più pesante, ma con rendimento più alto e con la possibilità di sfruttare valori di potenza elevati per tempi più lunghi. Venne deciso di sperimentare sul campo entrambe le alternative, e si procedette alla progettazione di vari prototipi: la D.442.4001, prototipo Ansaldo Diesel-idraulico di grande potenza ordinato nel 1956 ed entrato in servizio nel 1958, le D.341 (Diesel-elettriche) e le D.342 (Diesel-idrauliche) delle quali ne vennero commissionate alcune unità a industrie diverse allo scopo di valutarne le prestazioni; nel 1957 ne furono ordinati 5 prototipi:
- D.342 401-402 Ansaldo, consegnate nel 1958, e rinumerate poi D.342 4001-4002;
- D.342.3001-3002 OM consegnate nel 1961-1962;
- D.342.2001 Breda consegnata nel 1962.

Con il passaggio alla marcatura a 7 cifre, avvenuto nel 1959, fu interposto uno zero dopo le centinaia, così ad esempio le Ansaldo divennero 4001-4002. 
Nella marcatura Diesel delle FS le prime tre cifre identificano il gruppo, mentre la successiva, a partire dalla seconda metà degli anni cinquanta, identifica il nome del produttore.
Dopo una accurata valutazione interna dei nuovi rotabili da parte delle maestranze delle Ferrovie dello Stato, le Ansaldo furono le uniche macchine per le quali ai prototipi seguì una produzione di serie, con la costruzione di altre 15 unità.

## Caratteristiche
Tutte le locomotive della serie D.342 avevano cabine di guida alle due estremità quindi perfettamente bidirezionali e la cassa divisa in tre ambienti con un grande comparto centrale per il gruppo motore, i compressori e i dispositivi di raffreddamento.
Le macchine di Breda e Ansaldo erano esteticamente piuttosto simili: la più evidente differenza era il frontale, verticale per la prima e inclinato per le Ansaldo, che presentavano al centro del frontale un fregio di dimensioni e foggia molto più appariscenti dello stemma presente sul frontale delle Breda; in origine sui due prototipi il fregio Ansaldo era di forma diversa con lo stemma frontale dei due prototipi a foggia triangolare, mentre sulle unità prodotte successivamente era a forma di conchiglia, prima tinta metallo lucido poi bianco. La similitudine tra i prototipi Breda e Ansaldo era accentuata dal fatto che vestivano la stessa livrea: colore dominante l'isabella, fascia di metallo a metà fiancata, che proseguiva sul frontale raddoppiandosi ed interrompendosi per lo spazio della porta anteriore, fascia rossa che proseguiva dal pancone lungo le fiancate, colore castano usato sotto la fascia rossa, come cornice dei finestrini di cabina e sull'imperiale.
Anche carrelli della Breda e delle Ansaldo erano simili, ed erano entrambi imperniati con una leggera asimmetria. La Breda aveva con passo di 3200 mm: 1650 mm dall'asse esterno al perno, 1550 dal perno all'asse interno. Le prime due Ansaldo avevano carrelli uguali alla D.442 prodotta dalla stessa Ansaldo a passo più lungo (3610 mm) ed anch'essi asimmetrici. Quando venne deciso di produrre altre macchine Ansaldo, queste ebbero carrelli a passo accorciato, identici alla Breda. Le carenature dei due prototipi Ansaldo erano inizialmente molto avvolgenti, lasciando a vista solo una porzione centrale del carrello e vennero poi ridotte per alleggerire le macchine e soprattutto per poter accedere comodamente per le verifiche e la manutenzione delle boccole degli assi.
Le OM avevano un aspetto completamente differente. I loro carrelli avevano passo di 3300 mm, ed erano di un tipo del tutto diverso da quelli di Breda e Ansaldo, simile a quello delle D.341 e anche la livrea era differente.
Le Ansaldo e le Breda potevano raggiungere i 120 km/h, anche se la velocità massima omologata fu di 110 km/h, che era anche la massima effettiva per le OM, con prestazioni adeguate a sostituire le vecchie locomotive a vapore per il traino di treni merci e passeggeri sulle linee non elettrificate.
Le macchine di tutte le serie erano previste per l'accoppiamento in comando multiplo, tuttavia mai utilizzato, ed avevano in origine una porta intercomunicante al centro del frontale, che venne poi rimossa ad eccezione della 2001, sulla quale era ancora presente nel 1977. Sulle serie 2 e 4 venne aggiunto un terzo faro frontale, mentre sulla serie 3 quello che sembrava il terzo faro sopra il finestrino centrale era in realtà una presa d'aria.
Sia le OM che le prime due Ansaldo avevano a bordo, nei primissimi anni, una caldaia a gasolio per il riscaldamento a vapore delle carrozze viaggiatori.

## Locomotiva FS D.342.2001
Macchina fornita su commissione alla Breda e classificata D.342.2001 all'atto dell'entrata in servizio. 
La motorizzazione di questa unità si avvaleva di due motori uguali del tipo Breda D26 S12 V, a iniezione indiretta, a 12 cilindri a "V" di alesaggio 180 mm e corsa 190 mm in grado di sviluppare la potenza complessiva di 850 CV a 1.500 giri/min, mentre la trasmissione era costituita da un cambio idromeccanico Mekydro tipo K 104U a 4 velocità con moltiplicatore, lo stesso del prototipo D.442 realizzato dall'Ansaldo.
I carrelli e la meccanica relativa erano sviluppati e costruiti dalla Breda.
La macchina, consegnata alle Ferrovie dello Stato nel 1962, fu assegnata inizialmente a al deposito locomotive di Torino, per poi passare nel 1965 a Bologna, fino alla definitiva assegnazione al deposito di Siena nel 1976, trascorrendo gli ultimi anni della vita operativa sulle linee ferroviarie della Toscana, prima di essere accantonata e poi demolita nel novembre 1988.
Le ditte di modellismo ferroviario ATM e ACME hanno realizzato un modellino della locomotiva D.342.2001; il modellino della ATM è stato realizzato sia nella versione originale sia con il terzo faro aggiuntivo, mentre il modellino della ACME rappresenta la locomotiva nella versione originale.

### Immagini nella versione originale e nel 1977

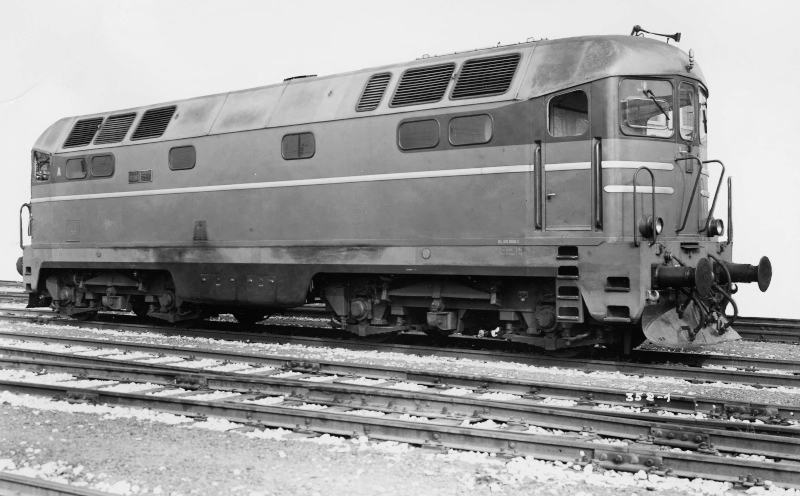
La locomotiva nella versione originale senza il terzo faro
La locomotiva nel 1977 a Colle Val d'Elsa

## Locomotiva FS D.342.3000
Le locomotive D.342.3000 sono state una sottoserie di due locomotive la cui costruzione di due unità venne commissionata alla OM
Le due macchine furono costruite nel 1957 e, allo scopo di aumentare ancora di più la sperimentazione, si decise di dotare le due macchine di motorizzazioni differenti con motorizzazione differente, mentre era uguale la trasmissione idraulica OM – SRM (Svenka Rotor Maskiner) DS 1.2/1.3, costruita in Italia prodotta dalla stessa OM su licenza Svenka Rotor Maskiner. I carrelli a due assi erano in acciaio con sospensione sia primaria che secondaria a molle elicoidali; tutte le molle della sospensione secondaria erano del tipo Eligo SAGA-Pirelli con elementi ricoperti in gomma. I carrelli e la meccanica relativa erano OM.
I motori installati erano di due tipi:
- Fiat-Grandi Motori: la motorizzazione della D.342.3002 era costituita da 2 motori del tipo Mercedes-Benz 820 Bb, a precamera, a 12 cilindri a "V" di alesaggio 175 mm e corsa 205 mm in grado di sviluppare ciascuno la potenza di 900 CV a 1.500 giri al minuto.
- OM: la motorizzazione della D.342.3001 era costituita da due motori OM/Saurer, tipo SEVL ad iniezione diretta a 12 cilindri a "V" e potenza di 859 CV ciascuno a 1.500 giri al minuto.

La trasmissione, uguale per ambedue, era costituita da un gruppo indipendente per carrello composto di un cambio idromeccanico OM – SRM DS 1.2/1.3 accoppiato ad un moltiplicatore di giri, un collegamento con giunto cardanico, un invertitore di marcia differenziale per applicare correttamente la coppia agli assi e il ponte riduttore ad ingranaggi. Proprio il cambio fu il tallone di Achille della macchina, e convinse le FS a non proseguire nella produzione di questa sottoserie.
Sopra il finestrino centrale vi era una presa d'aria che aveva l'aspetto di un terzo faro. Durante la loro vita ebbero tre livree: quella di origine presentava un originale andamento laterale a frecce, ma al momento dell'entrata in servizio la motrice aveva già assunto la sua seconda veste con colore dominante isabella, fascia rossa che includeva la fanaleria e proseguiva dal pancone lungo le fiancate, colore castano usato sotto la fascia rossa, come cornice dei finestrini di cabina e sull'imperiale; nell'ultimo periodo, lo schema di colore divenne un ibrido tra le prime due versioni, con il frontale che somigliava a quello della livrea di origine riprendendo la V arrotondata, ma di larghezza più limitata, mentre la fiancata restava abbastanza simile alla seconda livrea, e venne soppressione la porta anteriore e i relativi mancorrenti e passerella rialzabile, mentre il logo "OM" è passato dall'avere il fondo nero ad avere quello rosso.

### Immagini della livrea della serie 3000

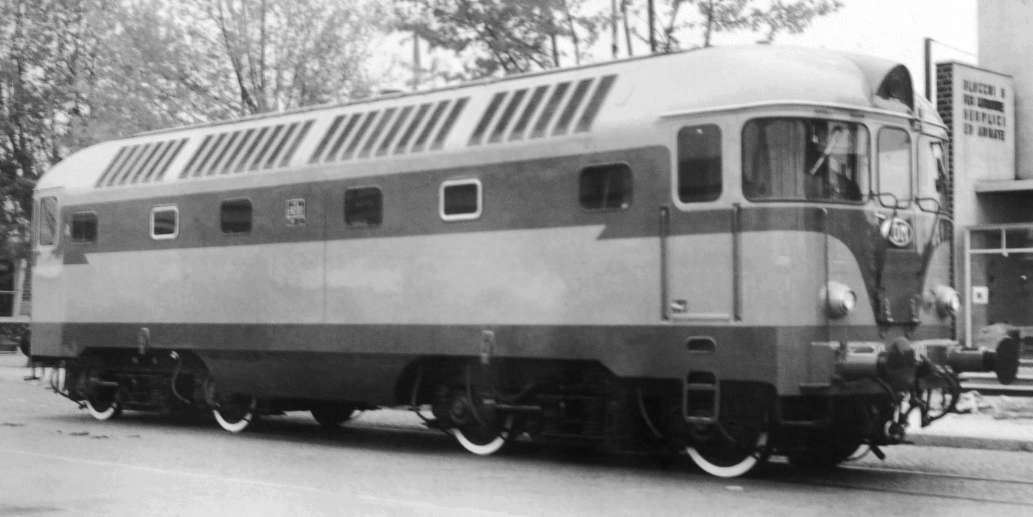
La livrea originale
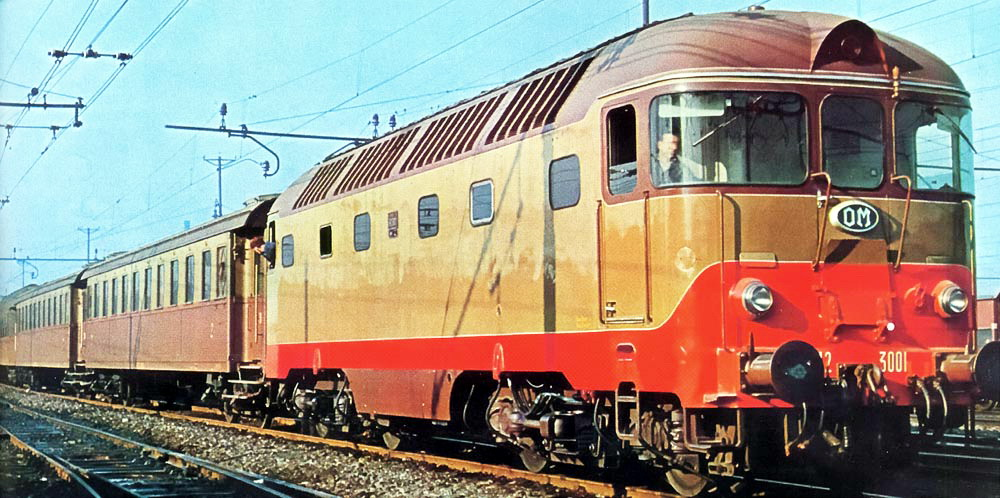
La livrea all'entrata in servizio
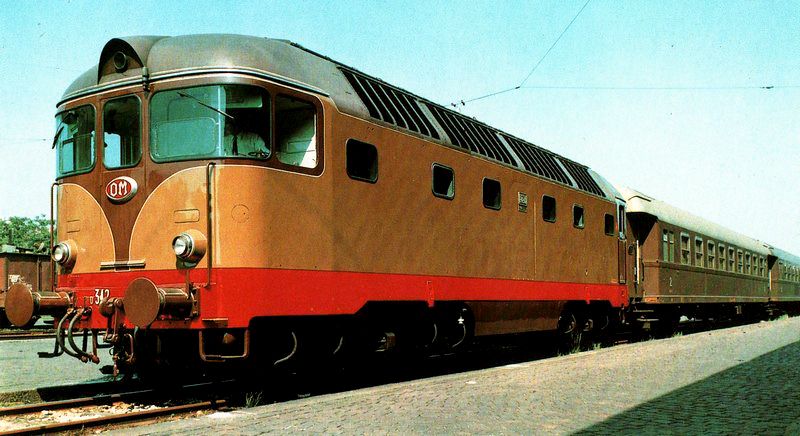
La livrea dell'ultimo periodo

## Locomotiva FS D.342.4000
Le locomotive Ansaldo furono le uniche macchine per le quali ai due prototipi (4001 e 4002) seguì una produzione di serie.

La locomotiva D342.4005 della quale venne realizzato un modellino Lima molto diffuso

I motori installati in numero di due per locomotiva, costruiti su licenza Maybach del tipo MD 435, a precamera, a 8 cilindri a V di alesaggio 185 mm e corsa 200 mm erano in grado di sviluppare la potenza complessiva di 800 CV a 1 500 giri/min che perdevano un 17% di potenza rispetto al prototipo Breda. Le macchine Ansaldo non erano dotate del sistema di refrigerazione intermedia dell'aria (intercooling), che incrementava di circa il 25% le prestazioni dei propulsori.
Nonostante questo, solo per esse il progetto proseguì dopo la fase prototipale, con la costruzione di altre 15 unità, le ultime tre delle quali adottavano l'intercooling che si era visto sui prototipi Breda e OM; i due motori delle ultime tre unità erano dello stesso tipo delle precedenti Ansaldo ma con potenza maggiorata a 1000 CV a 1 500 giri al minuto; queste ultime tre macchine della serie erano riconoscibili per le griglie maggiorate e la diversa finestratura sulle fiancate.
La trasmissione - sia per i prototipi che per le due serie - era costituita da un cambio idromeccanico Mekydro K 104U a quattro marce con moltiplicatore sul cambio
Gli accantonamenti di queste macchine iniziarono nei primi anni ottanta e si conclusero nel 1990 con le ultime unità in Toscana.
Esistono ancora le unità:
- 4004: nel Museo Ferroviario Piemontese di Savigliano
- 4009: a Pistoia (non atta al servizio)
- 4010: a Pistoia (atta)
- 4011: nel Museo nazionale ferroviario di Pietrarsa

La D.342.4010, funzionante ed entrata a far parte del parco storico FS, viene usata per treni storici.
La Lima, ditta di Vicenza specializzata nel modellismo ferroviario, ha realizzato un modellino in Scala H0 delle locomotive D.342.4003, D.342.4005, D.342.4008, D.342.4011 e D.342.4014, di cui il modellino D.342.4005, il più diffuso, realizzato con motore G e successivamente anche con motore a trasmissione cardanica su singolo carrello, mentre gli altri modelli sono stati tutti realizzati con trasmissione cardanica su singolo carrello; il modellino rappresentava le condizioni delle macchine in origine, sprovviste del terzo faro frontale, con la porta intercomunicante al centro del frontale e su una delle fiancata una botolona rettangolare, che le macchina aveva in origine e che sarebbe stata poi sostituita da una serranda.